# Екологічна диз'юнкція

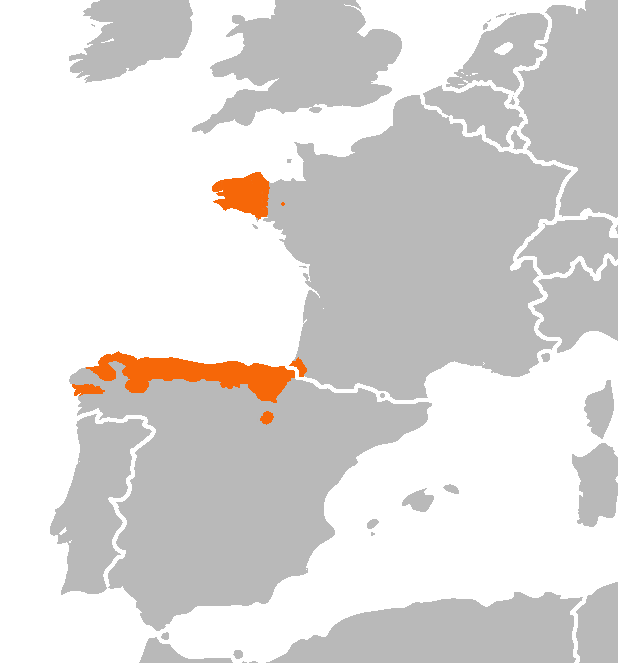
Приклад диз'юнкції ареалів равлика Elona quimperiana, що відбулась після останнього танення льодовиків в Європі та підняття рівня моря

Диз'ю́нкція (розрив ареалу) — розділення ареалу певного виду живих організмів на окремі частини завдяки впливу зовнішніх або внутрішніх факторів.
 До розділення ареалів може приводити фрагментація оселищ.